# Qaischa Atachanowa
Qaischa Atachanowa (russisch Кайша Атаханова; * 18. Juli 1957 in Karaganda) ist eine sowjetisch-kasachische Biologin und Umweltaktivistin.

## Leben
Atachanowas Vater war Bergmann und Kriegsteilnehmer. Ihre Eltern und ihre Schwester starben an Krebs, und auch bei ihrem einzigen Bruder wurde Krebs festgestellt. Schon früh interessierte sie sich für die Natur und Tiere, so dass sie an der Fakultät für Biologie der Universität Karaganda studierte.
Nach dem Studium begann Atachanowa ökologische und biologische Untersuchungen durchzuführen. Wegen ihres Interesses an den Effekten der radioaktiven Abfälle in Kasachstan spezialisierte sie sich auf die genetischen Effekte der ionisierenden Strahlung auf Amphibien, insbesondere Frösche. Sie führte auf dem Atomwaffentestgelände Semipalatinsk Untersuchungen durch, so dass sie die Strahlungseffekte an direkt betroffenen Menschen und Tieren studieren konnte.
1992 gründete Atachanowa das Ökologie-Zentrum Karaganda, um Menschen angemessen informieren zu können, die Strahlungen ausgesetzt waren. Sie führte eine erfolgreiche Kampagne gegen die Einfuhr radioaktiver Abfälle nach Kasachstan. Sie ist Gründungsmitglied der Women's Earth Alliance (WEA) zum Schutz der Erde.

## Ehrungen, Preise
- Goldman Environmental Prize (2005)[1]